# Obsküre
 (janvier 2015).
Si vous disposez d'ouvrages ou d'articles de référence ou si vous connaissez des sites web de qualité traitant du thème abordé ici, merci de compléter l'article en donnant les références utiles à sa vérifiabilité et en les liant à la section « Notes et références ».
Obsküre est un magazine bimestriel français consacré aux musiques alternatives « dark » telles que : gothic, darkwave, musiques industrielles, martiales, orchestrales, electro, néo-folk, néo-classique, metal sous toutes ses formes, etc. D'abord fanzine éphémère puis webzine, le premier numéro papier distribué à l'échelle nationale sort le 25 novembre 2010. L'acceptation de l'équipe dirigeante de l'ancien site web www.obskure.com de monter ce nouveau magazine offre à l'éditeur Edicide Publications un nouveau titre et une solution de substitution au magazine D-Side, dont le dernier numéro paraît au mois de septembre précédent. 

## Historique

### Webzine
Le site obskure.com a été fondé au début des années 2000 par Emmanuel Hennequin (responsable d'une première mouture d'Obsküre en édition papier, un fanzine ayant donné lieu à deux numéros à la fin des années 1990) et Nicolas Pingnelain (webmaster).
Le nombre de collaborateurs du webzine varie dans le temps. Il oscille aux alentours d'une quinzaine de personnes, écrivant sous des pseudonymes ou simplement sous leurs prénoms, tous agrémentés d'un tréma sur une des voyelles. Chaque chroniqueur est plutôt spécialisé dans un domaine mais reste libre de la teneur de ses contributions. 
Une refonte complète du site web a été opérée courant 2019. Le 15 mai de cette année, la nouvelle mouture de www.obskure.com a été mise en ligne et remplace désormais l'ancien www.obskuremag.net, site web qui avait accompagné la parution du magazine papier entre 2010 et 2016. Obsküre renaît à ce moment-là avec une équipe augmentée et reprend sa forme originelle : celle d'un média full digital, toujours axé sur les musiques sombres mais désireux d'offrir un panel plus "culturel".

### Premières versions papier
Obsküre, resté webzine depuis 2000, a accouché d'une première édition papier consacrée à certains fondateurs des mouvances dark : Obsküre Opus I, sorti en juin 2007 chez l'éditeur K-ïnite, coresponsable de la sortie des Carnets Noirs. 
Ce format livre a associé les cofondateurs et certains autres membres du webzine (Jeanne Saint Julien, photographe ; Sylvain Nicolino, écriture) à d'autres collaborateurs (Frederick Martin, auteur d’Eunolie ; Maxime Lachaud et Marjory Salles, du collectif papier/radio Douche Froide ; Stéphane Burlot, photographe).
L'auteur anglais Mick Mercer, responsable de nombreux écrits sur le mouvement gothique depuis le milieu des années 1980, a préfacé ce premier volume papier.

### Magazine
Le premier numéro d’Obsküre sous forme de magazine national sort le 25 novembre 2010, tiré à 25 000 exemplaires. De l'équipe de D-Side, ne subsistent dans la toute première mouture d'Obsküre Magazine que les personnes de Jean-François Micard et Emmanuel Hennequin. Le reste de l'équipe d'Obsküre Magazine est issue du média web portant son nom. 
Outre les deux cofondateurs du site web, elle intègre pour l'écriture Delphine Arnould, Mireille Beaulieu, Olivier Bernard, Stephan Cordary, Bertrand Garnier, Maxime Lachaud (Douche Froide), Yann Mondragon (New Noise), Sylvain Nicolino (La Femelle Du Requin) et Vincent Tassy. 
Sur le plan photographique, la revue a pu recourir aux services de Stéphane Burlot ou Daniela Vorndran.
L'équipe dirigeante a annoncé la fin du support papier le 14 septembre 2016, au bout de 28 numéros, par le biais de son site officiel . L'arrêt du support papier n'aboutit pas à l'extinction du site web, dont l'équipe a prolongé l'existence en la forme, jusqu'au mois de mai 2019. À la mi-mai, un nouveau site web émerge sur le Net, retrouvant l'URL d'origine : www.obskure.com remplace désormais www.obskuremag.net, et est alimenté par une équipe augmentée (une trentaine de collaborateurs atteinte en 2020).